# Christian Gottlob Kayser
Christian Gottlob Kayser (* 21. Dezember 1782 in Priester bei Eilenburg; † 16. November 1857 in Leipzig) war ein Bibliograf, Buchhändler und selbstständiger Verleger, der zwischen 1834 und 1836 das sechsbändige Vollständige Bücherlexikon herausgab. Er gilt neben Wilhelm Heinsius als Begründer des Bücherlexikons und Literaturkatalogs der Neuzeit.

## Leben
Christian Gottlob Kayser sammelte erste Erfahrungen beim Erstellen eines Bücherlexikons bei Wilhelm Heinsius, den er beim Verfassen von dessen Allgemeinem Bücherlexikon als Gehilfe unterstützte. Er war von 1824 bis 1841 als selbstständiger Buchhändler und Verleger in Leipzig tätig und gab zwischen 1834 und 1836 sein eigenes Vollständiges Bücherlexikon heraus, das die deutschsprachigen Bücher der Jahre 1750 bis 1832 erfasste und als Fortsetzung des Werkes von Heinsius gilt.
Obwohl Kaysers Bücherlexikon noch einige Lücken aufwies, konnte er Fachleute und Kunden mit seiner methodischen und sorgfältigen Arbeit überzeugen. Er ergänzte Vornamen der Verfasser und löste Pseudonyme oder Anonyme auf. Im Gegensatz zu Heinsius listete Kayser alle belletristischen Werke unter dem Namen des Verfassers auf.
1841 übergab Christian Gottlob Kayser seinen Verlag Bernhard Tauchnitz, dem er bis zu seinem Lebensende verbunden blieb und unterstützte. Der Verlag Tauchnitz setzte Kaysers Arbeit fort. Bis 1911 wurde das 36 Bände umfassende Vollständige Bücherlexikon für die Jahre von 1750 bis 1910 herausgegeben.

## Veröffentlichungen
- Bouquets. gebunden aus solchen Gedichten, welche die Blumen und deren sinnvolles Bedeuten in mannigfachen Beziehungen zum Gegenstande haben. Leipzig 1822.
- Leipziger Spaßvögel. Leipzig 1826.
- als Hrsg.: Index Locupletissimus Librorum qui inde ab anno MCCCL usque ad annum MDCCCXXXII in Germania et in terris confibus prodierunt. Vollständiges Bücher-Lexicon – enthaltend alle von 1750 bis zu Ende des Jahres 1832 in Deutschland und in den angrenzenden Ländern gedruckten Bücher. Schumann, Leipzig, Band 1, 1750/1832 (1834) – 6, 1750/1832 und Sachregister (1838).